# Elettrodotto Italia-Grecia

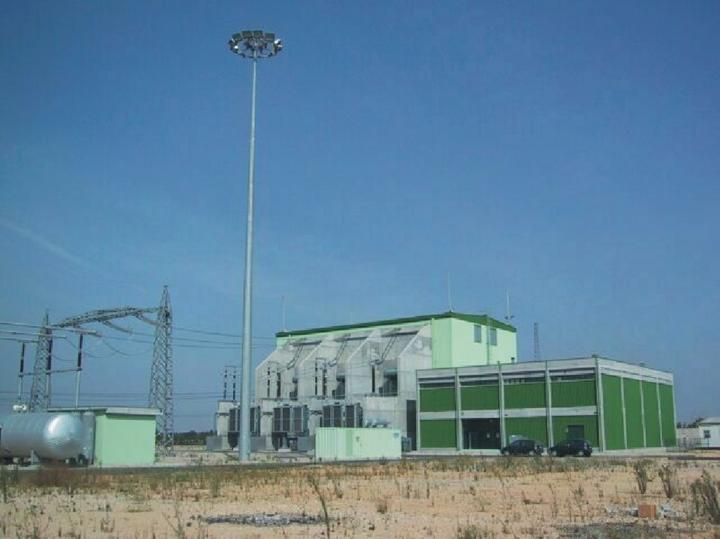
Stazione HVDC di Galatina

L'elettrodotto Italia-Grecia è un cavo di interconnessione elettrica sottomarino operante in corrente continua che si estende dall'Italia alla Grecia con una trasmissione massima di potenza pari a 500 MW e una tensione massima di 400 kV.
Il cavo per trasmissione di energia elettrica ha una sezione di 1250 mm². L'elettrodotto è stato inaugurato il 9 luglio 2002 a Galatina, in provincia di Lecce, raggiunge la profondità di ben 1000 metri per 71 km dei 163 del suo cammino.

## Tragitto

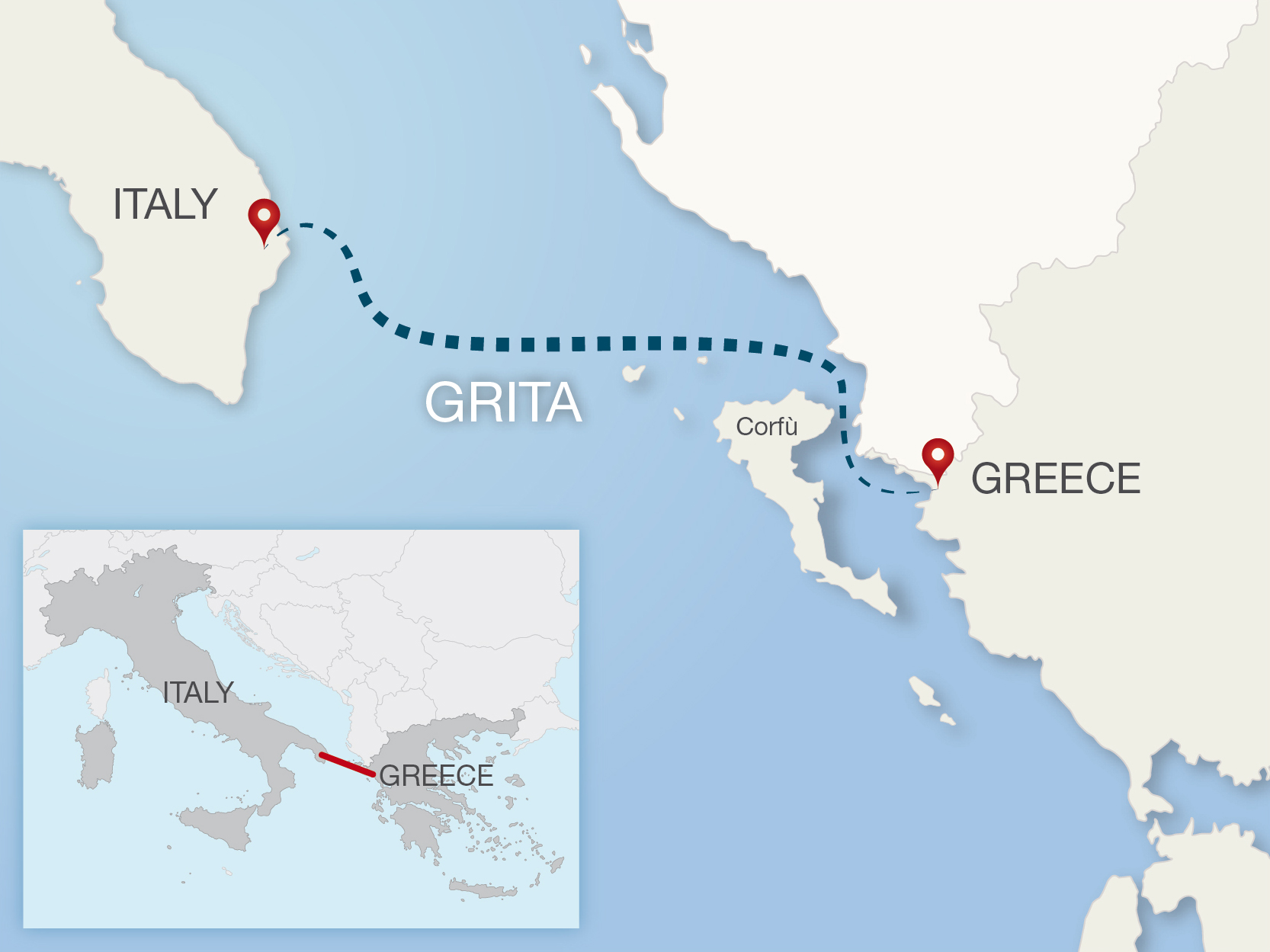
Schema del percorso del collegamento sottomarino

Il cavo inizia il suo tragitto da un impianto (invertitore statico) della stazione elettrica di Galatina 40°09′53″N 18°07′49″E. Per i primi 43 km, fino a Otranto, procede nel sottosuolo, poi attraversa il Canale d'Otranto per 163 chilometri, giungendo fino a pochi chilometri dalla costa dell'Albania, precisamente nel punto di coordinate 39°41′00″N 20°01′09″E, a nord di Corfù. Qui inizia un ulteriore percorso di 110 km fino all'impianto (invertitore statico) della stazione greca di Arachthos, nell'Epiro 39°11′00″N 20°57′48″E.
Il progetto per la costruzione del cavo, finanziato in parte dall'Unione europea, è costato 339 milioni di euro, 262 dei quali versati da Enel e 77 dalla PPC, l'ente elettrico greco.
Il catodo è situato in territorio italiano, l'anodo in una baia greca, nel punto di coordinate 39°40′28″N 20°04′05″E.

## Siti
| Sito                            | Coordinate            |
| ------------------------------- | --------------------- |
| Stazione elettrica di Galatina  | 40°09′53″N 18°07′49″E |
| Terminale del cavo greco        | 39°41′00″N 20°01′09″E |
| Anodo                           | 39°40′28″N 20°04′05″E |
| Stazione elettrica di Arachthos | 39°11′00″N 20°57′48″E |